# Institut libre d'étude des relations internationales
 (décembre 2024).
L'Institut libre d'étude des relations internationales (ILERI) est un établissement d'enseignement supérieur privé français fondé en 1948 par René Cassin. Les étudiants y suivent un enseignement pluridisciplinaire en relations internationales, sciences sociales, droit, économie et langues étrangères.

## Histoire
Albert de Geouffre de la Pradelle a l'idée de la création de l'ILERI, lors de la tenue à Paris de l'Assemblée générale des Nations unies en 1948.

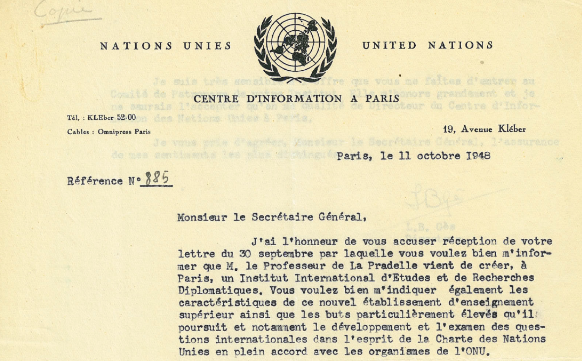
Lettre d'information de l'ONU sur la création de l'ILERI (à l'époque IIERD - Institut international d'études et de recherches diplomatiques).

L'Institut, qui s'appelle alors Institut international d'études et de recherches diplomatiques, accueille ses premiers étudiants avec l'appui de personnalités telles que Benjamin Cohen, alors secrétaire général adjoint de l'ONU ou encore Alejandro Álvarez, juge à la Cour internationale de justice. L'Institut reste présidé par Albert de Geouffre de la Pradelle, jusqu'à sa disparition en 1954.
René Cassin lui succède à la présidence de l'Institut qu'il exerce pendant plus de vingt ans. Sous son influence, l’institut va beaucoup évoluer et s’épanouir tant sur le plan structurel que pédagogique. L'établissement prend temporairement le nom d'Institut d'études des relations internationales contemporaines et de recherches diplomatiques (IERIC), avant de prendre son nom actuel. À cette époque, l'ILERI est reconnu pour offrir « à des étudiants et à des responsables des secteurs publics et privés français à l'étranger une préparation aux carrières de la vie internationale ». 
En 1976, c’est Edgar Faure qui accepte d'exercer la présidence, sous laquelle l’institut va se réorganiser afin de suivre le rythme universitaire et introduire des nouveaux enseignements et une nouvelle section dédiée à l'économie et au commerce international. À la disparition d’Edgar Faure en 1988, Raymond Barre lui succède. Roger Burnel, ancien président de l’Union nationale des associations familiales, ancien membre du Comité économique et social européen, président de l'IGS (Institut de gestion sociale), prend sa suite jusqu'en 2012. 
Antoine Sfeir en prend la présidence en septembre 2014. Jean-Dominique Giuliani prend la présidence de l'institut en 2019 et, en 2020, l'ILERI ouvre un campus à Lyon. En août 2021 Gilles de Robien devient président du conseil orientation et de prospective de l'établissement. En janvier 2022, David Vauclair devient le nouveau directeur de l'Institut.

## Formations
L'ILERI propose un Bachelor en relations internationales et sciences politiques reconnu par l’Etat, ainsi que des masters spécialisés en cyberespace et gestion des risques, en coopération internationale, en management des affaires publiques, en sécurité internationale et défense en partenariat avec l'université Grenoble-Alpes, ou encore en intelligence économique, en partenariat avec l'IAE de Poitiers.
L'ILERI est implanté dans les villes de Paris, Lyon, Bordeaux et Nice, au sein de campus HEP.

## International
Cette section ne s'appuie pas, ou pas assez, sur des sources secondaires ou tertiaires indépendantes du sujet. Le texte peut contenir des analyses inexactes ou inédites de sources primaires.
Pour l'améliorer, ajoutez-en, ou placez des modèles {{Source secondaire souhaitée}} ou {{Source secondaire nécessaire}} sur les passages mal sourcés. (mai 2025)
L'ILERI est membre du programme d'échange Erasmus+. L'ILERI propose à ses étudiants de partir 1 semestre à l'étranger en troisième année de Bachelor et/ou en première année de Master.
Parmi la trentaine d'universités partenaires de l'ILERI, parmi lesquels le MGIMO, l'Université Carleton, l'Université Nationale de Colombie, l'Université Saint-Joseph de Beyrouth, ou encore l'Université de Limerick.

## Vie associative
La vie étudiante de l'ILERI est animée par de nombreuses associations, dont certaines n'existent plus, par exemple : 

### Associations ayant cessé d'exister
- ILERI ExCHANGE a pour objectif de permettre aux étudiants intéressés par l’humanitaire d'en faire l'expérience à travers l’organisation de chantiers humanitaires à l’étranger[7], de conférences et de formations. Aujourd'hui cette association n'existe plus, pourtant son rôle a été repris par une autre association: ILERI Huma.

- ILERI FDA permet aux étudiants de participer aux joutes oratoires en anglais de la French Debating Association, aux côtés de 20 grandes écoles et universités parmi les plus prestigieuses de France[8]. Il est repris plus tard par le ILERI Debate Society (IDS).

## Logotype
Le logotype de l'ILERI est composé du nom de l'établissement accompagné de la mention « l'école des relations internationales ».
Le premier logo de l'ILERI (jusqu'en 2010) figurait un badge comportant la mention « Institut d'étude des relations internationales ». Le monde y était symbolisé dans un premier temps par l'intermédiaire de méridiens, avant d'être modernisé et remplacé par un planisphère.

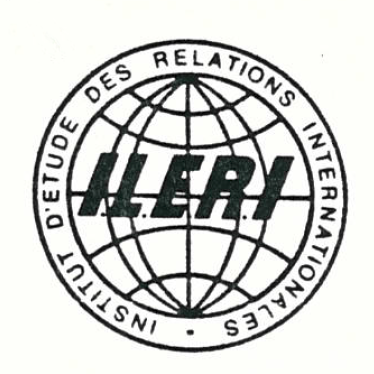
Premier logotype de l'ILERI.
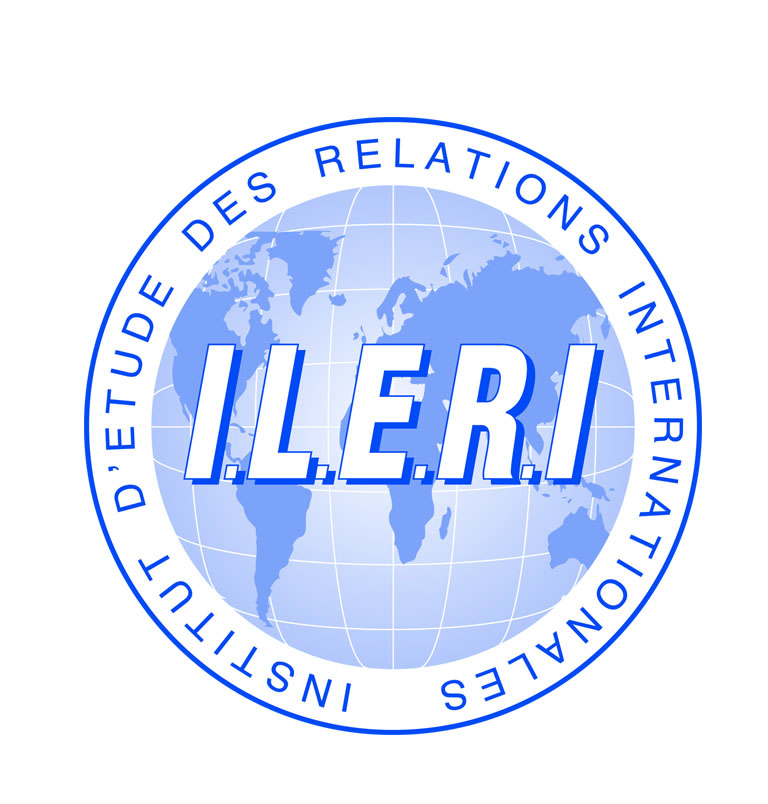
Second Logotype de l'ILERI.
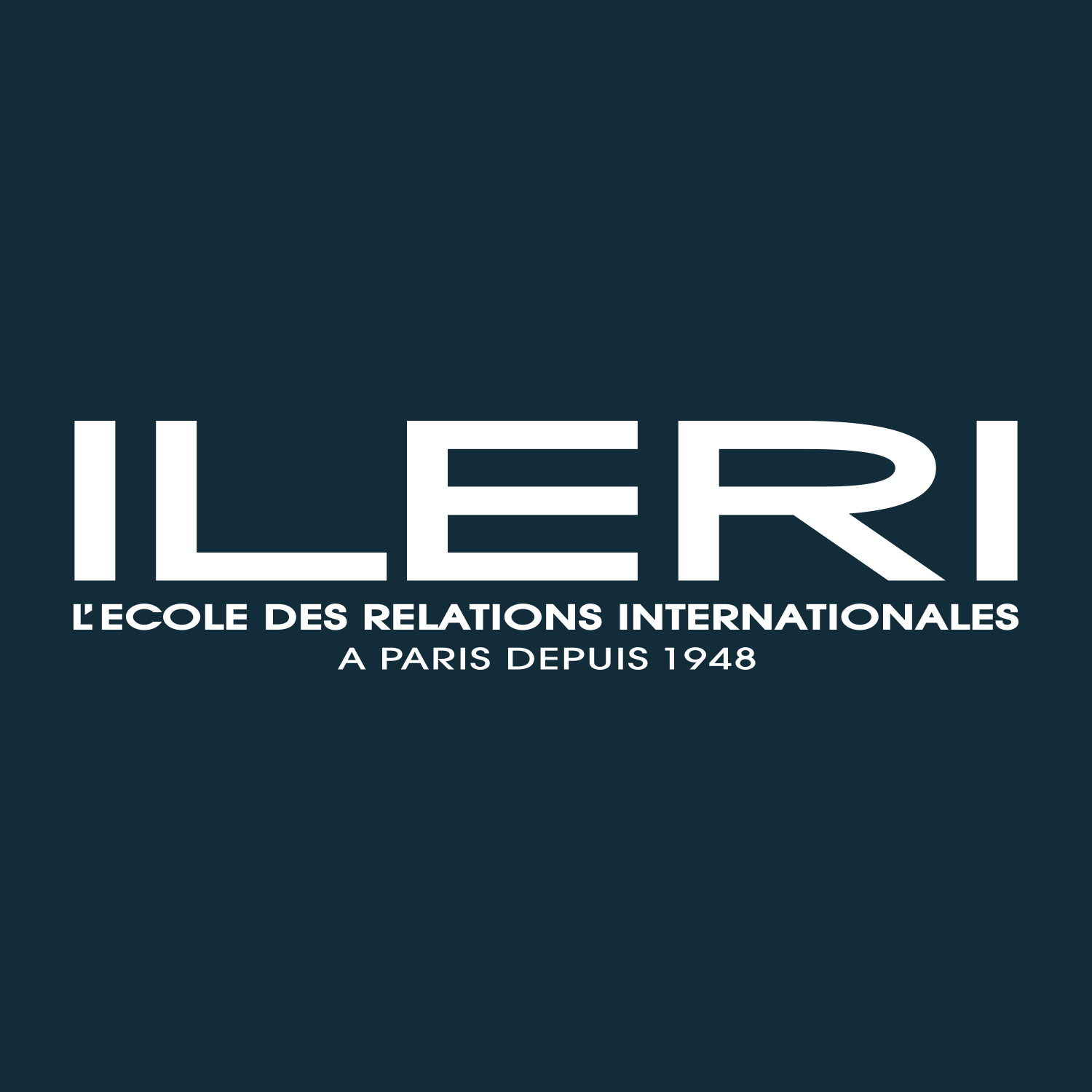
Troisième logotype de l'ILERI.
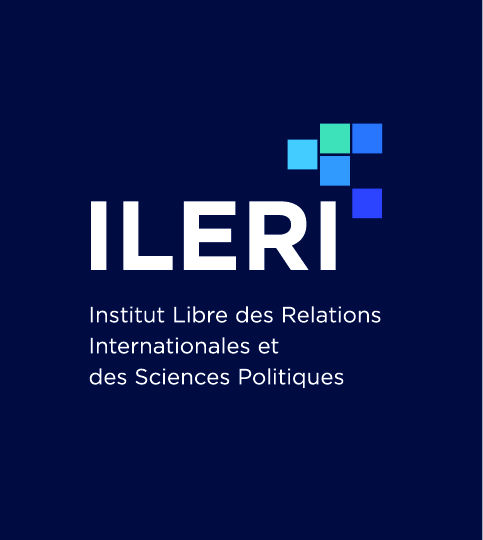
Quatrième logotype de l'ILERI.